# Guy Williams
Guy Williams, született Armand Catalano (Manhattan, New York, 1924. január 14. – Buenos Aires, Argentína, 1989. április 30.) legendás amerikai színész. Legismertebb szerepe Zorro, illetve Don Diego de la Vega volt az 1957-ben készült Walt Disney-televíziósorozatban. A sorozat világhírnevet szerzett számára, és sokak számára ma is ő Zorro legjobb és legemlékezetesebb megtestesítője.
Hatalmas népszerűsége ellenére nem lett belőle filmsztár, egyetlen jelentős későbbi szerepét a Lost in Space című sorozatban játszotta. Kedvenc időtöltései közé tartozott a sakk, klasszikus zene hallgatása és a vívás; valamint szeretett vitorlázni Oceana nevű vitorláshajójával, melyre fia elmondása szerint indulás előtt mindig felvont egy nagy Z-t ábrázoló zászlót. Az 1970-es években Argentínában, Buenos Airesben telepedett le, és itt is halt meg 1989-ben. 2001-ben avatták fel csillagát a Hollywood Walk of Fame sétányon.

## Fiatalkora
Guy Williams 1924. január 14-én született New Yorkban, Armand Joseph Catalano néven. Az adatok szerint a családja szicíliai származású volt, őseik azonban a szigeten letelepedett katalánok voltak, melyre utal a Catalano családnév is. Szülei emigránsként érkeztek Amerikába, ahol apja, Attilio Catalano földet vásárolt, és biztosítási ügynökként dolgozott. Guy Williams születésekor a család szegénységben élt, Guy Brooklyn szomszédságában, az olasz negyedben nőtt fel. New Yorkban járt iskolába, ahol kitűnt kiváló matematikai érzékével. Később George Washington High Schoolba járt, majd a Peekskill Military Academyre.

## Színészi karrierjének kezdetei
A fiatal Armand Catalano mindig színész szeretett volna lenni. Amikor úgy döntött, abbahagyja a tanulmányait, édesanyja, aki azt remélte, fia folytatja a családi hagyományokat mint biztosítási ügynök, nagyon csalódott volt.
Catalano először sokféle munkát végzett, volt hegesztő, könyvelő, majd eladó a Wanamaker's bőröndosztályán. Itt döntött úgy, hogy elküldi fényképeit egy modellügynökségnek, amely azonnal alkalmazta, és nagy sikert aratott. Ekkor, az 1940-es években vette fel a Guy Williams nevet.
1946-ban éves szerződést kötött az MGM-mel, és Hollywoodba költözött. Szerepet kapott egy 1947-es filmben (The Beginning or the End), de ezután csak néhány filmben játszhatott, így hamar visszaköltözött New Yorkba.
1948-ban egy reklám forgatása miatt hosszú utazást tett, amelynek során találkozott Janice Cooper modellel. A forgatás során egymásba szerettek, és amint hazaérkeztek New Yorkba, összeházasodtak. Két gyermekük született, Guy Steven Catalano (1952) és Antoinette Toni Catalano (1959), aki később szintén megpróbálkozott a színészettel.
1950-es évekre Guy Williams már az amerikai televízió több úttörő reklámfilmjében játszott. Sajnos édesapja 1951-ben meghalt, így nem láthatta fiát híressé válni. 1952-ben Guy Williams egyéves szerződést kötött a Universal-Internationallal, és újra Hollywoodba költözött.

## Korai hollywoodi évek (1952–1957)
Az első években Guy Williams néhány apró szerepet kapott a Universal által forgalmazott filmekben, többek között az alábbiakban:
- Bonzo Goes to College (1952) -- mint Ronald Calkins
- The Mississippi Gambler (1953) -- mint Andre
- The Golden Blade (1953) -- Bagdad harangozójaként
- The Man from the Alamo (1953) -- őrmesterként
- Take Me to Town (1953) – (kis szerep)
- I Was a Teenage Werewolf (1957) -- rendőrként[5]

1953-ban Guy Williams súlyos balesetet szenvedett: leesett egy lóról, ami utána 200 méteren keresztül magával vonszolta. A baleset eredményeként hosszú seb keletkezett a bal vállán, így átmenetileg abbahagyta filmes karrierjét, hazament, és kisebb színészi és modellfeladatokat vállalt. 1953-ban otthagyta a Universalt, és az Allied Artists és a Warner Brothers forgalmazta filmek szabadúszó színésze lett.

## Zorro (1957–1959)

Zorro és Bernardo

1957-ben a Walt Disney Company válogatást hirdetett Zorro szerepére egy új televíziós sorozathoz, amely Johnston McCulley híres Zorro-figuráját vitte színre. A szerepben korábban már Douglas Fairbanks és Tyrone Power is nagy sikert aratott.
Ahhoz, hogy valaki megkapja Zorro szerepét, a színésznek jóképűnek és gyakorlott vívónak kellett lennie, emellett tudnia kellett énekelni és gitározni. Mivel csak Zorro legveszélyesebb mutatványainál, például a háztetőkről ló hátára ugráskor alkalmaztak dublőrt, Zorro akrobatikus manővereire is képesnek kellett lennie.
A válogatáson a viszonylag ismeretlen Guy Williamst egyöntetűen választották ki a szerepre: maga Walt Disney hallgatta meg, aki viccesen felszólította, hogy növesszen bajuszt. A színész kizárólagos szerződést kötött a Walt Disney-vel, és hetente 2500 dollárt kapott a szerepért, ami nagyon jó fizetésnek számított. Williams újrakezdte a vívást a belga Fred Cavens vívóbajnokkal, és Vicente Gomeztől gitárleckéket vett.
Johnston McCulley legendás Zorro hőse éjszakánként tűnt fel, és gonosztevők homlokába véste Z jelét. A Walt Disney-sorozat készítői azonban kezdettől fogva kikötötték, hogy az ő Zorrójuk ruhákra, ajtókra, mindenhova felrajzolja a Z-t, de ember bőrére soha. A Walt Disney-féle sorozatból hiányzik a kegyetlenség: a Guy Williams alakította Zorro jóindulatú és emberséges, és soha nem akarja megsebesíteni vagy megölni ellenfeleit.
A Guy Williams által alakított Zorro álarcos „törvényen kívüliként” is tetőtől talpig úriember, aki vidám humorával, könnyedségével, eleganciájával vált felejthetetlenné a nézők számára. Hangtalanul siklik a háztetőkön, minden probléma megoldására van ötlete, élvezi, ha összemérheti kardját ellenfeleivel, és gyakran megvillantja vidám mosolyát.

Don Diego de la Vega intelligens, művelt fiatal don, aki szemtelen humorral szed rá mindenkit valódi természetét illetően, még saját édesapját is. A kedves, kellemes fiatalember sok mindenkivel megtalálja a hangot, de becsületét a békeszerető ember álcája mögött sem veszíti el. Don Diegóként sem titkolja igazságérzetét, nézeteit, de úgy gondolja, ésszel kell felvenni a harcot az igazságtalansággal szemben.
Guy Williams szimpatikus, karizmatikus személyisége áthatja egész színészi alakítását: a legtöbb néző és kritikus számára ma is ő a legjobb, az „igazi” Zorro.
A félórás epizódokból álló sorozat első részét 1957. október 10-én vetítette az amerikai ABC televíziótársaság. Azonnal hatalmas sikert aratott, és a legmagasabb nézettségű műsor volt egész Amerikában. Az országot elárasztották a falakra, iskolapadokra felvésett „Z” jelek, és a csütörtöki napra, amikor az epizódokat adták, sokan csak „ThurZday”-ként utaltak.
Két év alatt (1957-1959) összesen 78 rész készült, valamint két film (Zorro jele; Zorro bosszúja), amelyeket az epizódokból állítottak össze.
Guy Williamsnek volt magyar partnere is a sorozatban, Charles Korvin (Kárpáthy Korvin Géza), aki a hatalomra törő Sast játszotta.

## Kései évei Argentínában (1973–1989)
A Zorro-sorozat befejezése után Guy Williams több kisebb szerepet játszott Európában, többek között eljátszotta az Ezeregyéjszaka Szindbádjának szerepét 1962-ben. Később pár rész erejéig felbukkant az NBC sikeres Bonanza (1959–1973) című sorozatában. 1965-ben újra visszatért a képernyőre a sikeres Lost in Space sci-fi sorozat egyik állandó szereplőjeként, majd a szerep után abbahagyta színészi karrierjét.
1973-ban Guy Williams Argentínába látogatott, ahol nagyon meghatotta a lelkes fogadtatás, amiben részesült. Gyerekek és felnőttek ezrei tódultak az utcára látni Zorrót. Williams annyira megszerette Argentínát, hogy amikor abbahagyta színészi karrierjét, itt telepedett le, és itt is töltötte utolsó éveit.
Agyi aneurizma (verőér-tágulat) következtében hunyt el. Szomszédjai egyik nap arra lettek figyelmesek, hogy Williams nem ad magáról életjelet. A rendőrség hálószobájában talált rá az akkor már halott színészre. Testét elhamvasztották. A hamvak két évig a recoletai temetőben voltak Buenos Airesben, majd 1991-ben Malibu mellett, Kaliforniában a Csendes-óceánba szórták.

## Guy Williams tiszteletére
1. 2001. augusztus 2. Guy Williams csillagot kapott a Hollywood Walk of Fame-en, (Hollywood Boulevard 7080. (La Brea negyed).
2. 2003. augusztus 2-án a Walt Disney Company elhelyezett Guy Williams tiszteletére egy emléktáblát a kaliforniai Mission San Luis Rey de Francia épületében, ahol a Zorro-sorozatot forgatták.
3. Antoinette Girgenti Lane (Author): Guy Williams: The Man Behind the Mask. A színész életrajza. ISBN 1-59393-016-X
4. Tales of Zorro: nagyrészt Guy Williams Zorro-alakítására épülő Zorro-történetek első gyűjteménye, szerkesztette Richard Dean Starr. Az előszót Guy Williams fia írta. ISBN 978-1933076317